# Casalins
Casalins es una localidad del partido de Pila, provincia de Buenos Aires, Argentina.
Es la segunda localidad en importancia del partido. La estación Casalins pertenecía al ramal ferroviario Chas-Ayacucho.

## Población
Cuenta con 66 habitantes (Indec, 2010), lo que representa un incremento del 32% frente a los 50 habitantes (Indec, 2001) del censo anterior.
| Gráfica de evolución demográfica de Casalins entre 1991 y 2010                         |
|                                                                                        |
| Fuente: Censos nacionales del INDEC. En 1991 fue censada como Población rural dispersa |